# Сикстинската мадона
Сикстинската мадона е картина на Рафаело Санцио и една от най-известните произведения на италианския ренесанс. Днес се намира в галерията на старите майстори в Цвингера в Дрезден, Германия. Това става след като през 1754 година е закупена от крал Август III, който по това време е и курфюрст на Саксония.

## История
Огромното платно с размери 265×196 см е създадено от Рафаело за олтара на църквата на манастира свети Сикст II в Пиаченца по поръчка на папа Юлий II. Има предположение, че тя е нарисувана през 1512 до 1513 година в чест на победата над французите по време на италианските войни. Потвърждение за това че картината е предназначена за църквата е, че на нея са изобразени светите Сикст II и Варвара, които са нейни покровители. Размерите съвпадат с централната част на аспидата на църквата, където може да служи за замяна на отсъстващия прозорец.
Картината, която е била слабо известна до средата на XVIII века, тъй като се намира в тази провинциална църква, е закупена след продължителни преговори от саксонския курфюрст Август III, който и получава разрешение от Бенедикт XIV да я отнесе в Дрезден. Там тя става скоро основната творба в колекцията на Август III и получава широка известност в Европа. През 2012 година в Дрезден е отбелязана със специална изложба 500-годишнината от създаването на творбата.

## Втора световна война
В края на Втората световна война, през януари 1945 година, „Сикстинската мадона“, както и други картини на дрезденската галерия са скрити в товарен вагон в тунел на каменоломна на 30 км от Дрезден. Благодарение на това те оцеляват при бомбардировката на Дрезден през февруари. През май след завземането на Дрезден от Съветската армия, група военнослужещи под командването на младши лейтенант Леонид Рабинович откриват картините. След това картините са занесени в Москва, където са съхранявани в Пушкинския музей до 1955 година. Тогава се взема решение картините да се върнат в Дрезден и предадат на властите на ГДР.

## Интересни факти
Сред масовата публика стават известни двете ангелчета от долния край на картината. Използвани са многократно по най-различни поводи и отдавна са станали самостоятелни образи.